# Леонардо да Вінчі — Спогад дитинства
«Леонардо да Вінчі — Спогад дитинства» — нарис австрійського психіатра Зиґмунда Фрейда, який було опубліковано в 1910 році. Містить в собі спробу психоаналізу італійського дослідника і художника.

## Зміст
Автор визначив за мету роботи пояснення затримки в сексуальному житті Леонардо та його художній діяльності.
Сильний потяг до якоїсь справи (як у Леонардо — допитливість) виникає вже в ранньому дитинстві людини, її панування зміцнюється враженнями з життя. Для свого підкріплення він використовує сексуальне бажання. Таким чином, в подальшому це захоплення в змозі замінювати собою частину сексуального життя. Йдеться про сублімацію — спроможність статевого бажання замінювати свою найближчу мету іншими, не сексуальними, цілями.
Спогад да Вінчі з раннього дитинства про шуліку трактується Фрейдом як живлення материним молоком (як доказ приводить уявлення давніх єгиптян про шуліку як істоту тільки жіночої статі).
Більша частина сексуального потягу завдяки ранньому прояві сексуальної допитливості була сублімована в допитливості загалом. Менша частина лібідо залишилася для сексуальних цілей, знайшла вираження в ідеальній любові до хлопчиків (Перші кроки художньої майстерності Леонардо проявилися в тому, що він ліпив з глини голівки жінок і маленьких хлопчиків — ймовірно, повернення до материнського образу й власного дитинства).
В Мілані герцог Людовік Моро замінив собою образ отця, нотаріуса П'єро да Вінчі, тому в цей період життя для Леонардо настає період чоловічої творчої сили й художньої продуктивності.
У подальшому відбувається процес регресування. Дослідник пересилює художника.

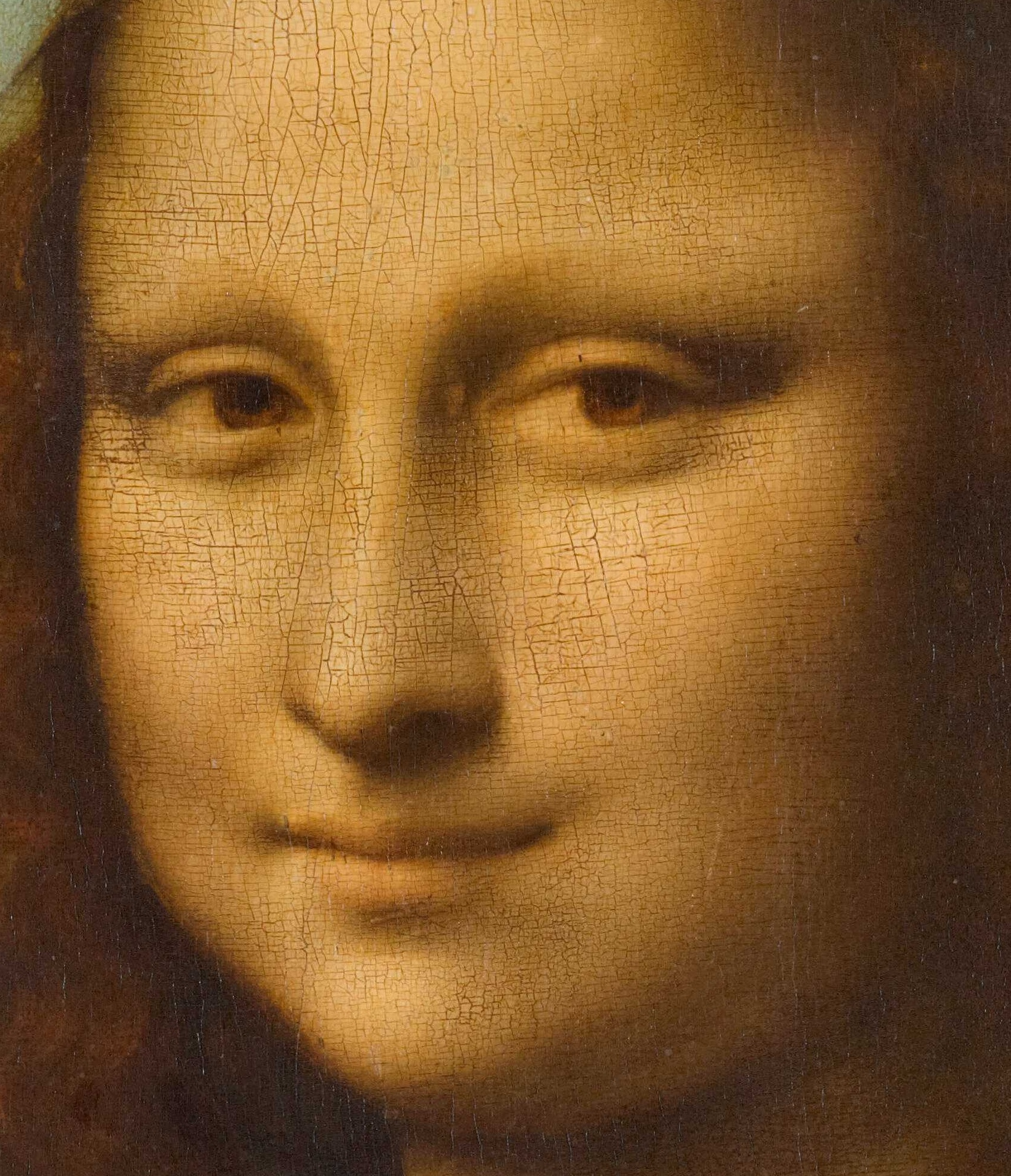
«Мона Ліза» (деталь)

### «Мона Ліза»
Втративши сильного заступника, яким для Леонардо був Людовік Моро, да Вінчі знову береться за пензель. Після 50 він знаходить жінку, яка пробуджує в ньому спогади про власне дитинство.

Намагаючись пояснити таємницю посмішки «Мони Лізи», Фрейд припустив, що 
|  | ...його мати мала загадкову посмішку, яку він втратив і яка його прикувала, коли він знайшов її знову в флорентійській дамі |

### «Свята Ганна утрьох»

«Свята Ганна з Богородицею й немовлям Христом» («Свята Ганна утрьох»), Лувр, Париж

За припущенням Фрейда, в цій картині «полягає синтез історії дитинства Леонардо; деталі цієї картини можуть бути пояснені особистими переживаннями Леонардо. У будинку свого батька він знайшов не тільки добру мачуху донну Альбієру, але також і бабусю, мати його батька, Мону Лючію, яка, треба гадати, була з ним не менш ніжною, ніж взагалі бувають бабусі. Ця обставина могла спрямувати його думку на уявлення про дитинство, яке охороняється матір'ю й бабусею».
Також Фрейд звертає увагу на те, що на картині св. Ганна майже не відрізняється за віком від Марії. "Дитинство Леонардо було так само дивовижним, як ця картина. У нього було дві матері, перша, його справжня мати, Катерина, від якої його відняли між трьома й п'ятьма роками, і молода, ніжна мачуха, дружина його батька, донна Альбієра. Із зіставлення цього факту його дитинства з попереднім і поєднання їх разом у нього склалася композиція «Св. Ганни утрьох». Оскільки в такій композиції Катерині відводиться місце св. Ганни, Фрейд робить висновок, що блаженною посмішкою художник прикрив заздрість, яку відчувала жінка тоді, коли віддавала власну дитину.